# ジャスミン・バーン

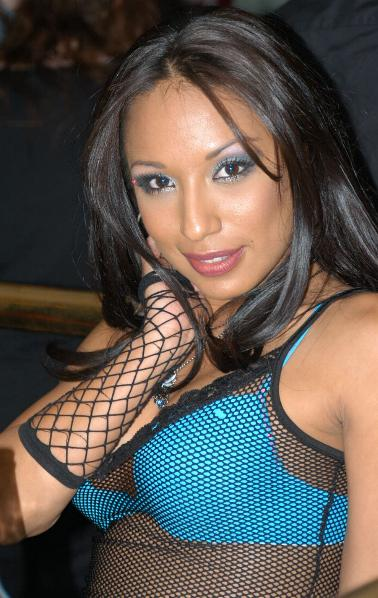
ジャスミン・バーン

ジャスミン・バーン（Jasmine Byrne、1985年1月23日 - ）は、アメリカ合衆国のポルノ女優。カリフォルニア州モレノバレー出身。